# Lenguas criollas de base inglesa
Los criollos de base inglesa son un conjunto de lenguas criollas, con un origen derivado del inglés. La mayoría de los criollos ingleses se formaron en colonias británicas, tras la gran expansión del poder y el comercio militar naval británico en los siglos XVII, XVIII y XIX. Las categorías principales de los criollos de base inglesa son el Atlántico (América y África) y el Pacífico (Asia y Oceanía).
Se estima que más de 76,5 millones de personas en todo el mundo hablan un criollo de origen inglés. Sierra Leona, Malasia, Nigeria, Ghana, Jamaica y Singapur tienen las mayores concentraciones de hablantes de criollo.

## Origen

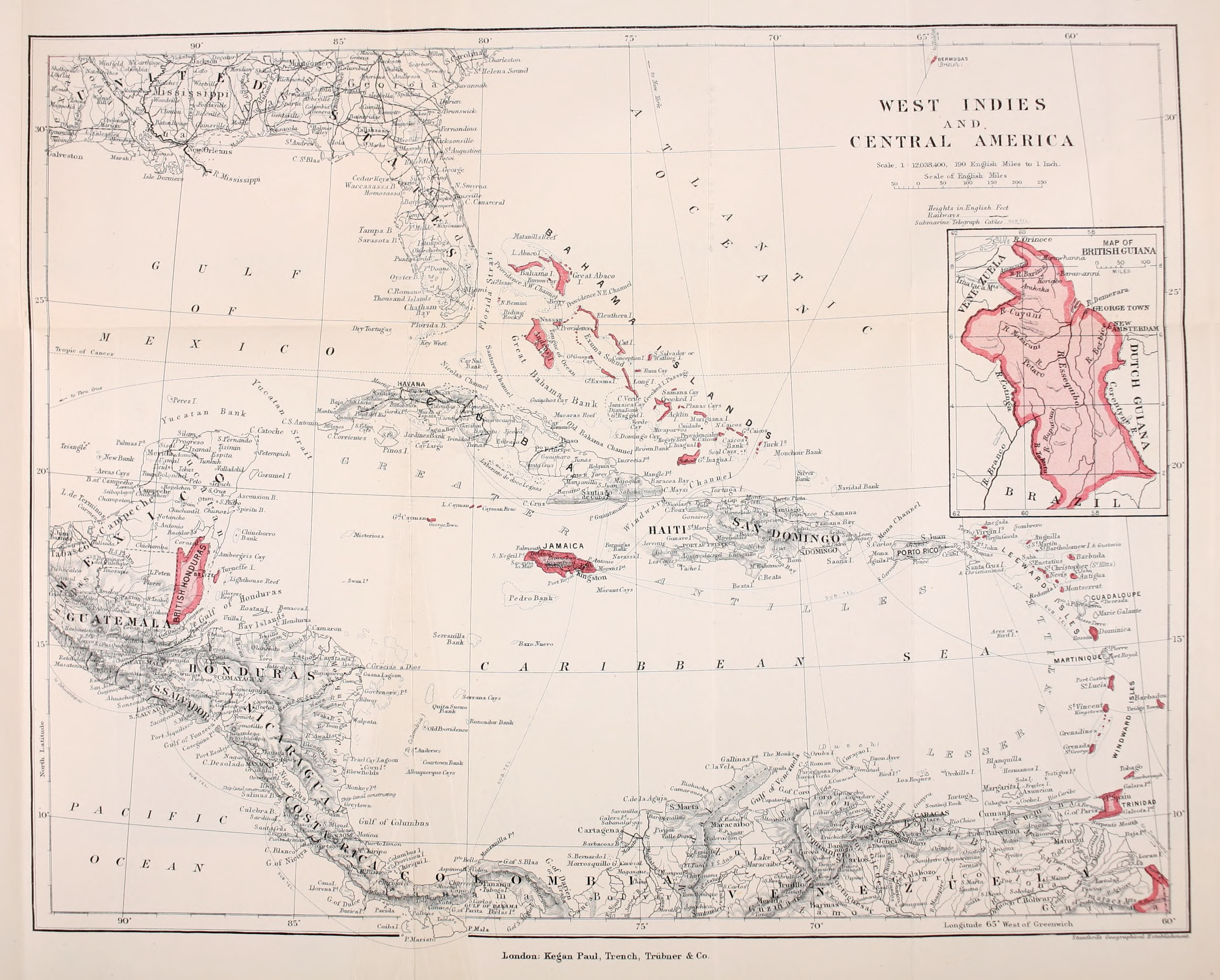
Colonias británicas y difusión del idioma Inglés en el Caribe en 1900.

Se discute hasta qué punto los distintos criollos del mundo basados en el inglés tienen un origen común. La hipótesis de la monogénesis postula que un solo idioma, comúnmente llamado inglés proto-pidgin, hablado a lo largo de la costa de África Occidental a principios del siglo XVI, era ancestral para la mayoría o la mayoría de los criollos del Atlántico (los criollos ingleses de África Occidental y América) . En países con una población india plural, criollos  ha sido influenciado además por el indostaní y otros idiomas del sur de Asia.

## Otros
No estrictamente criollos, pero a veces llamado así:
- Inglés de las Islas Caimán
- Inglés de las Islas de la Bahía
- Iyárico (lenguaje rastafari)